# Mthonjaneni
Mthonjaneni es un municipio local sudafricano situado en el distrito de King Cetshwayo, en la provincia de KwaZulu-Natal.

## Superficie
Mthonjaneni tiene una superficie de 1639 km².

## Demografía
En 2022, tenía 99 289 habitantes, una densidad poblacional de 60,59 hab./km², y 15 408 viviendas.